# KrAZ-260
KrAZ-260 – radziecki sześciokołowy wojskowy samochód ciężarowy o ładowności 9 t, opracowany przez przedsiębiorstwo KrAZ w drugiej połowie lat 70. XX wieku. Ciężarówki te były używane w Armii Radzieckiej.
KrAZ-260 jest rozwinięciem modelu KrAZ-255. Pojazd przeznaczony jest do transportu ładunków i ludzi w każdym terenie.

## Dane techniczne

### Silnik
- V8 14,86 l (14860 cm³) JaMZ-238L (od 1984 JaMZ-238A)
- Moc maksymalna: 300 KM przy 2100 obr./min
- Maksymalny moment obrotowy: 1079 Nm przy 1500 obr./min

### Osiągi
- Prędkość maksymalna: 80 km/h (załadowany)
- Średnie zużycie paliwa: 34,0 l / 100 km

### Inne
- Przekładnia mechaniczna, 8-biegowa JaMZ-238B
- Promień skrętu: 13 m
- Koła: 12.00-20 (320–508), 12.00R20 (320R508)
- Ładowność: 9000 kg + 10000 kg (przyczepa)
- Prześwit: 370 mm